# Lavina v Evolène
Lavina v Evolène ve švýcarském kantonu Valais z 21. února 1999 zabila 12 lidí. Z oblasti bylo po neštěstí evakuováno asi 200 lidí. Silnice z Evolène do města Sionu v údolí řeky Rhôny byla kvůli lavinovému nebezpečí uzavřena. Jednalo se o jednu z nejničivějších lavin ve švýcarských Alpách. Jen o dva dny později zabila větší lavina v Galtüru v Rakousku 31 lidí.